# Cycnia tenera
Cycnia tenera är en fjärilsart som beskrevs av Jacob Hübner 1818. Cycnia tenera ingår i släktet Cycnia och familjen björnspinnare. Inga underarter finns listade i Catalogue of Life.

## Bildgalleri

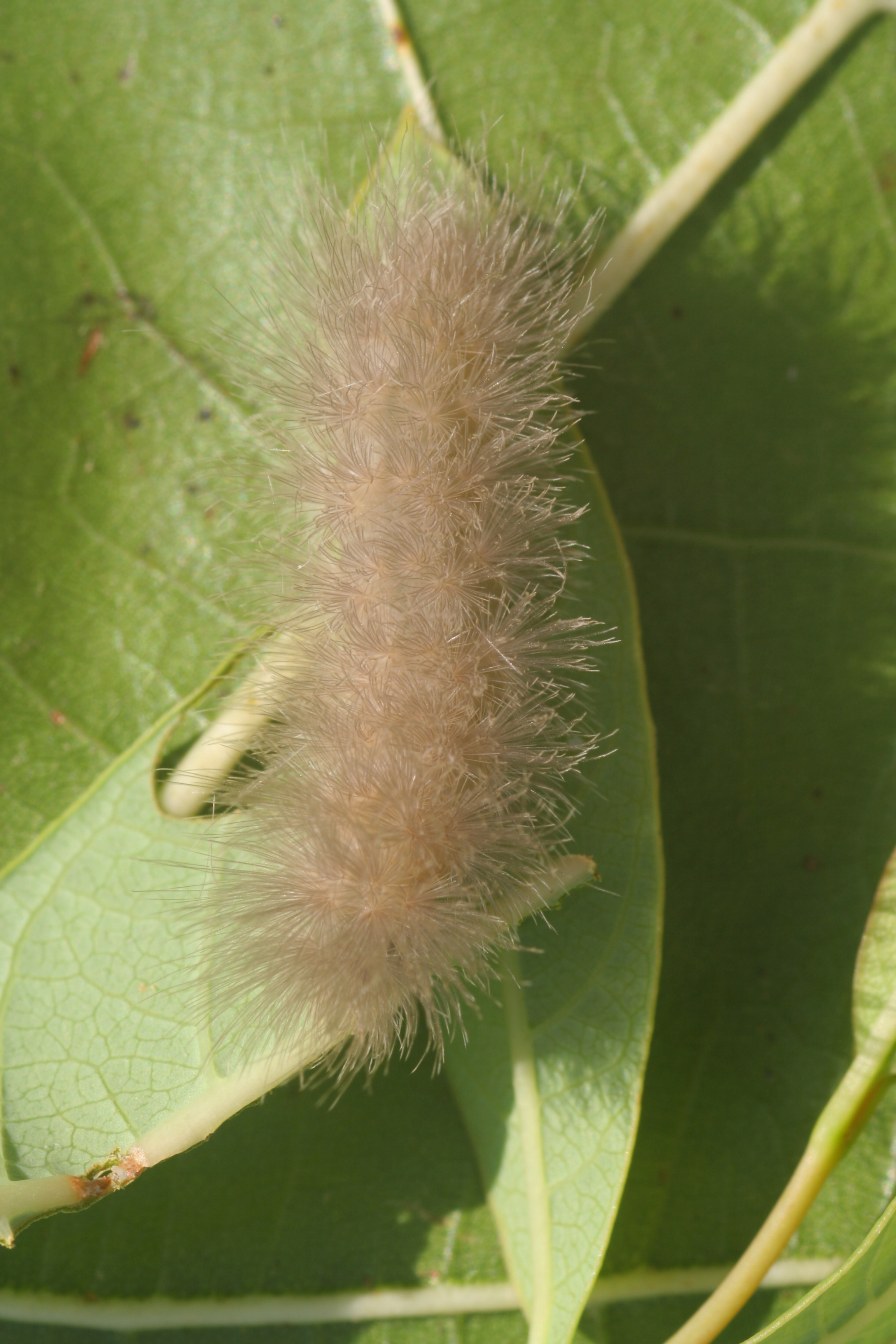
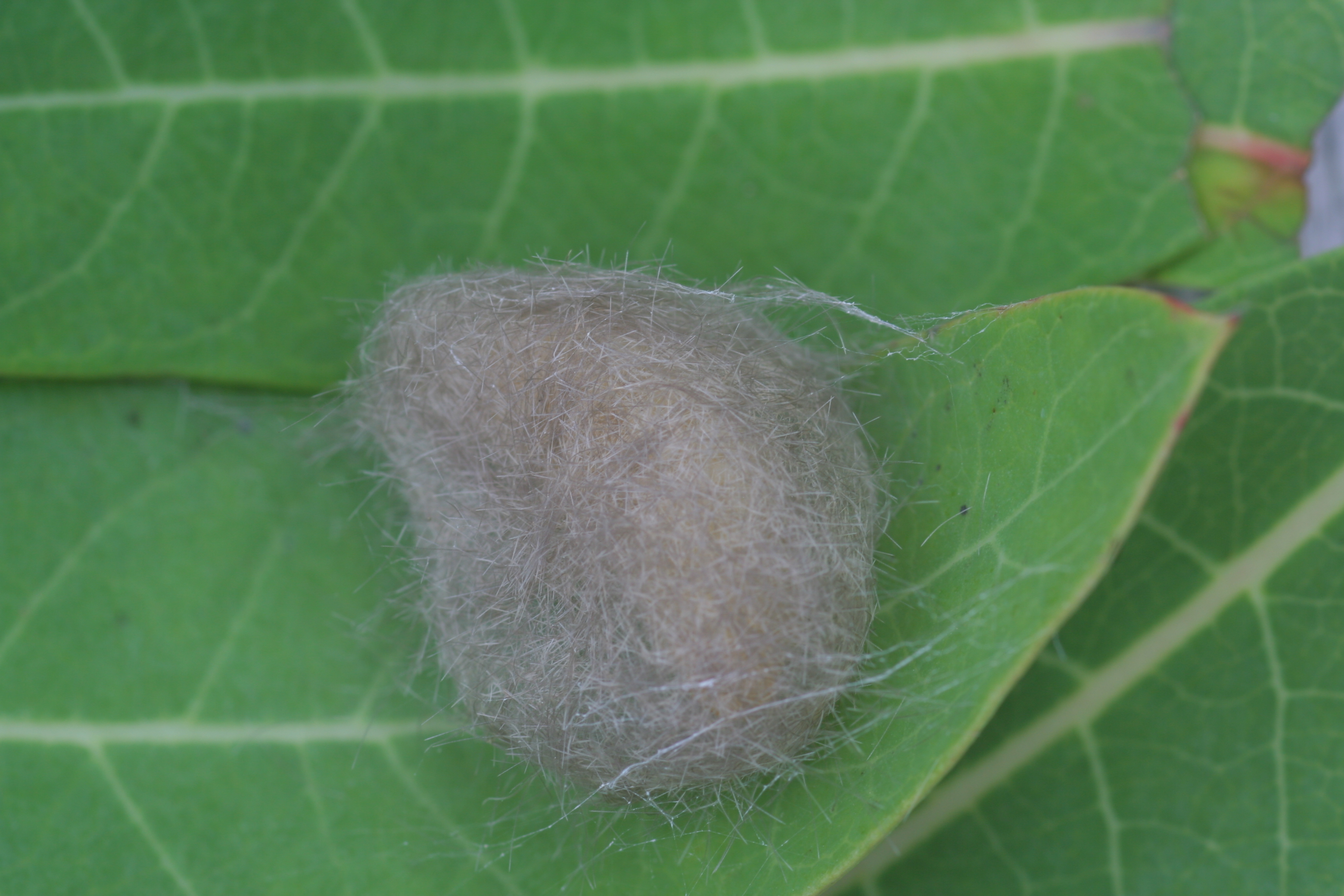